# Belle Isle, Cumbria
Belle Isle är en ö i Storbritannien.   Den ligger i grevskapet Cumbria och riksdelen England, i den centrala delen av landet, 400 km nordväst om huvudstaden London. Belle Isle ligger i sjön Windermere.